# Petra Ritter
Ne pas confondre avec Barbara Schwartz, également joueuse de tennis.
Petra Ritter (née le 24 mai 1972) est une joueuse de tennis autrichienne, professionnelle de la fin des années 1980 à 1997. Elle est aussi connue sous son nom de femme mariée, Petra Schwarz.
En 1994, alors classée 103e mondiale, elle a atteint les quarts de finale à Roland-Garros (battue par Mary Pierce), sa meilleure performance en simple dans une épreuve du Grand Chelem. 
Pendant sa carrière, Petra Ritter a gagné un tournoi WTA en double dames, à l'Open de Prague en 1992, associée à sa compatriote Karin Kschwendt.

## Palmarès

### Titre en simple dames
Aucun

### Finale en simple dames
| No | Date       | Nom et lieu du tournoi                | Catégorie | Dotation  | Surface      | Vainqueure     | Score    |          |
| -- | ---------- | ------------------------------------- | --------- | --------- | ------------ | -------------- | -------- | -------- |
| 1  | 29-04-1991 | Trofeo Ilva-Coppa Mantegazza, Tarente | Tier V    | 100 000 $ | Terre (ext.) | Emanuela Zardo | 7-5, 6-2 | Parcours |

### Titre en double dames
| No | Date       | Nom et lieu du tournoi | Catégorie | Dotation  | Surface      | Partenaire      | Finalistes                       | Score         |          |
| -- | ---------- | ---------------------- | --------- | --------- | ------------ | --------------- | -------------------------------- | ------------- | -------- |
| 1  | 20-07-1992 | HTC Open Prague        | Tier IV   | 100 000 $ | Terre (ext.) | Karin Kschwendt | Eva Švíglerová Noëlle van Lottum | 6-4, 2-6, 7-5 | Parcours |

### Finales en double dames
| No | Date       | Nom et lieu du tournoi        | Catégorie | Dotation  | Surface         | Vainqueures                       | Partenaire           | Score    |          |
| -- | ---------- | ----------------------------- | --------- | --------- | --------------- | --------------------------------- | -------------------- | -------- | -------- |
| 1  | 20-02-1995 | EA-Generali Ladies Linz       | Tier III  | 161 250 $ | Moquette (int.) | Meredith McGrath Nathalie Tauziat | Iva Majoli           | 6-1, 6-2 | Parcours |
| 2  | 10-07-1995 | Torneo Internazionale Palerme | Tier IV   | 107 500 $ | Terre (ext.)    | Radka Bobková Petra Langrová      | Katarína Studeníková | 6-4, 6-1 | Parcours |

## Parcours en Grand Chelem

### En simple dames
| Année | Open d'Australie | Open d'Australie   | Internationaux de France | Internationaux de France | Wimbledon       | Wimbledon         | US Open         | US Open           |
| ----- | ---------------- | ------------------ | ------------------------ | ------------------------ | --------------- | ----------------- | --------------- | ----------------- |
| 1989  | -                | -                  | 1er tour (1/64)          | Bettina Fulco            | -               | -                 | -               | -                 |
| 1990  | 1er tour (1/64)  | Dinky Van Rensburg | 1er tour (1/64)          | Camille Benjamin         | -               | -                 | -               | -                 |
| 1991  | 1er tour (1/64)  | Isabel Cueto       | -                        | -                        | -               | -                 | 2e tour (1/32)  | Jennifer Capriati |
| 1992  | 2e tour (1/32)   | Jenny Byrne        | -                        | -                        | -               | -                 | 1er tour (1/64) | Lisa Raymond      |
| 1993  | -                | -                  | 2e tour (1/32)           | Kathy Rinaldi            | -               | -                 | -               | -                 |
| 1994  | 1er tour (1/64)  | Rachel McQuillan   | 1/4 de finale            | Mary Pierce              | 1er tour (1/64) | Patricia Tarabini | 1er tour (1/64) | Amanda Coetzer    |
| 1995  | 1er tour (1/64)  | Radka Bobková      | 2e tour (1/32)           | Jana Novotná             | 1er tour (1/64) | Amanda Coetzer    | 1er tour (1/64) | Erika de Lone     |
| 1996  | 1er tour (1/64)  | Mary Pierce        | -                        | -                        | -               | -                 | -               | -                 |

À droite du résultat, l’ultime adversaire.

### En double dames
| Année | Open d'Australie              | Open d'Australie           | Internationaux de France      | Internationaux de France   | Wimbledon                 | Wimbledon                 | US Open                      | US Open                    |
| ----- | ----------------------------- | -------------------------- | ----------------------------- | -------------------------- | ------------------------- | ------------------------- | ---------------------------- | -------------------------- |
| 1992  | 1er tour (1/32) M. Maruska    | C. Benjamin Alison Scott   | -                             | -                          | -                         | -                         | 1er tour (1/32) K. Kschwendt | C. Cunningham M. L. Piatek |
| 1993  | -                             | -                          | 1er tour (1/32) N. van Lottum | N. Jagerman L. Pleming     | -                         | -                         | -                            | -                          |
| 1994  | 1er tour (1/32) N. van Lottum | Ann Grossman J. Richardson | 1er tour (1/32) N. van Lottum | Krajčovičová M. Strandlund | 1er tour (1/32) D. Monami | Silvia Farina G. Helgeson | 2e tour (1/16) N. van Lottum | Silvia Farina G. Helgeson  |
| 1995  | 1er tour (1/32) Silvia Farina | Yone Kamio N. Kijimuta     | 1er tour (1/32) Rita Grande   | N. Bradtke K. Radford      | 1er tour (1/32) J. Kruger | N. Bradtke K. Radford     | 2e tour (1/16) Studeníková   | Elna Reinach Irina Spîrlea |
| 1996  | 2e tour (1/16) Studeníková    | K. Boogert N. Bradtke      | 1er tour (1/32) Studeníková   | M. Hingis Helena Suková    | -                         | -                         | -                            | -                          |

Sous le résultat, la partenaire ; à droite, l’ultime équipe adverse.

## Parcours aux Jeux olympiques

### En simple dames
| # | Date       | Nom de l'olympiade      | Surface      | Résultat        | Ultime adversaire | Score     |          |
| - | ---------- | ----------------------- | ------------ | --------------- | ----------------- | --------- | -------- |
| 1 | 28/07/1992 | Olympic Games Barcelone | Terre (ext.) | 1er tour (1/32) | Eugenia Maniokova | 6-1, 7-64 | Parcours |

### En double dames
| # | Date       | Nom de l'olympiade      | Surface      | Résultat      | Partenaire     | Ultimes adversaires          | Score    |          |
| - | ---------- | ----------------------- | ------------ | ------------- | -------------- | ---------------------------- | -------- | -------- |
| 1 | 28/07/1992 | Olympic Games Barcelone | Terre (ext.) | 2e tour (1/8) | Judith Wiesner | Leila Meskhi Natasha Zvereva | 6-1, 6-1 | Parcours |

## Parcours en Coupe de la Fédération
| #                                                                     | Date       | Lieu       | Surface         | Gagnante(s)                        | Perdante(s)                     | Score          |          |
|                                                                       |            |            |                 |                                    |                                 |                |          |
| 1988 - 1er tour (groupe mondial) - Belgique - Autriche - 1 : 2        |            |            |                 |                                    |                                 |                |          |
| 1                                                                     | 05/12/1988 | Melbourne  |                 | Sabine Appelmans                   | Petra Ritter                    | 6-4, 4-2, ab.  | Parcours |
|                                                                       |            |            |                 |                                    |                                 |                |          |
| 1989 - 2e tour (groupe mondial) - Grande-Bretagne - Autriche - 1 : 2  |            |            |                 |                                    |                                 |                |          |
| 2                                                                     | 03/10/1989 | Tokyo      | Dur (ext.)      | Jo Durie Anne Hobbs                | Barbara Paulus Petra Ritter     | 3-6, 7-63, 6-3 | Parcours |
|                                                                       |            |            |                 |                                    |                                 |                |          |
| 1991 - 1er tour (groupe mondial) - Autriche - Portugal - 3 : 0        |            |            |                 |                                    |                                 |                |          |
| 3                                                                     | 23/07/1991 | Nottingham |                 | Marion Maruska Petra Ritter        | Tania Couto Sofia Prazeres      | 6-1, 6-1       | Parcours |
|                                                                       |            |            |                 |                                    |                                 |                |          |
| 1991 - 2e tour (groupe mondial) - Autriche - Finlande - 2 : 1         |            |            |                 |                                    |                                 |                |          |
| 4                                                                     | 24/07/1991 | Nottingham |                 | Petra Ritter Judith Wiesner        | Anne Aallonen Petra Thoren      | 6-3, 7-68      | Parcours |
|                                                                       |            |            |                 |                                    |                                 |                |          |
| 1991 - 1/4 de finale (groupe mondial) - Autriche - États-Unis - 1 : 2 |            |            |                 |                                    |                                 |                |          |
| 5                                                                     | 25/07/1991 | Nottingham |                 | Gigi Fernández Zina Garrison       | Petra Ritter Judith Wiesner     | 6-4, 6-1       | Parcours |
|                                                                       |            |            |                 |                                    |                                 |                |          |
| 1992 - 1er tour (groupe mondial) - Autriche - Roumanie - 2 : 1        |            |            |                 |                                    |                                 |                |          |
| 6                                                                     | 14/07/1992 | Francfort  | Terre (ext.)    | Ruxandra Dragomir                  | Petra Ritter                    | 6-4, 6-1       | Parcours |
| 6                                                                     | 14/07/1992 | Francfort  | Terre (ext.)    | Petra Ritter Judith Wiesner        | Ruxandra Dragomir Irina Spîrlea | 7-5, 6-3       | Parcours |
|                                                                       |            |            |                 |                                    |                                 |                |          |
| 1992 - 2e tour (groupe mondial) - Australie - Autriche - 2 : 1        |            |            |                 |                                    |                                 |                |          |
| 7                                                                     | 15/07/1992 | Francfort  | Terre (ext.)    | Rachel McQuillan                   | Petra Ritter                    | 4-6, 6-2, 6-0  | Parcours |
| 7                                                                     | 15/07/1992 | Francfort  | Terre (ext.)    | Nicole Provis Rennae Stubbs        | Petra Ritter Judith Wiesner     | 6-2, 6-0       | Parcours |
|                                                                       |            |            |                 |                                    |                                 |                |          |
| 1993 - 1er tour (groupe mondial) - Autriche - Danemark - 1 : 2        |            |            |                 |                                    |                                 |                |          |
| 8                                                                     | 20/07/1993 | Francfort  | Terre (ext.)    | Karin Ptaszek Tine Scheuer-Larsen  | Petra Ritter Judith Wiesner     | 6-3, 7-62      | Parcours |
|                                                                       |            |            |                 |                                    |                                 |                |          |
| 1993 - Barrage (groupe mondial I) - Allemagne - Autriche - 2 : 1      |            |            |                 |                                    |                                 |                |          |
| 9                                                                     | 21/07/1993 | Francfort  | Terre (ext.)    | Sandra Dopfer Petra Ritter         | Sabine Hack Barbara Rittner     | Forfait        | Parcours |
|                                                                       |            |            |                 |                                    |                                 |                |          |
| 1994 - 1er tour (groupe mondial) - Autriche - Pologne - 2 : 1         |            |            |                 |                                    |                                 |                |          |
| 10                                                                    | 19/07/1994 | Francfort  | Terre (ext.)    | Petra Ritter                       | Magdalena Feistel               | 6-3, 3-6, 6-4  | Parcours |
| 10                                                                    | 19/07/1994 | Francfort  | Terre (ext.)    | Magdalena Feistel K. Teodorowicz   | Petra Ritter Judith Wiesner     | 7-5, 2-6, 6-2  | Parcours |
|                                                                       |            |            |                 |                                    |                                 |                |          |
| 1994 - 2e tour (groupe mondial) - Autriche - Australie - 2 : 1        |            |            |                 |                                    |                                 |                |          |
| 11                                                                    | 21/07/1994 | Francfort  | Terre (ext.)    | Petra Ritter                       | Rachel McQuillan                | 6-4, 6-1       | Parcours |
|                                                                       |            |            |                 |                                    |                                 |                |          |
| 1994 - 1/4 de finale (groupe mondial) - Autriche - États-Unis - 0 : 3 |            |            |                 |                                    |                                 |                |          |
| 12                                                                    | 22/07/1994 | Francfort  | Terre (ext.)    | Mary Joe Fernández                 | Petra Ritter                    | 6-2, 6-4       | Parcours |
|                                                                       |            |            |                 |                                    |                                 |                |          |
| 1995 - 1/4 de finale (groupe mondial) - États-Unis - Autriche - 5 : 0 |            |            |                 |                                    |                                 |                |          |
| 13                                                                    | 22/04/1995 | Aventura   | Dur (ext.)      | Gigi Fernández Martina Navrátilová | Barbara Schett Petra Ritter     | 6-2, 6-1       | Parcours |
|                                                                       |            |            |                 |                                    |                                 |                |          |
| 1995 - Barrage (groupe mondial I) - Pays-Bas - Autriche - 1 : 4       |            |            |                 |                                    |                                 |                |          |
| 14                                                                    | 22/07/1995 | Noordwijk  | Moquette (ext.) | Barbara Schett Petra Ritter        | Nicole Jagerman Caroline Vis    | 7-66, 1-6, 6-4 | Parcours |
|                                                                       |            |            |                 |                                    |                                 |                |          |
| 1996 - 1/4 de finale (groupe mondial) - Autriche - États-Unis - 2 : 3 |            |            |                 |                                    |                                 |                |          |
| 15                                                                    | 27/04/1996 | Salzbourg  | Terre (ext.)    | Gigi Fernández Mary Joe Fernández  | Petra Ritter Judith Wiesner     | 6-0, 6-4       | Parcours |

## Classements WTA en fin de saison

### En simple
| Année | 1987 | 1988 | 1989 | 1990 | 1991 | 1992 | 1993 | 1994 | 1995 | 1996 | 1997 |
| Rang  | 253  | 181  | 153  | 146  | 76   | 162  | 108  | 60   | 118  | 176  | 296  |

Source : (en) « Classements de Petra Ritter », sur le site officiel du WTA Tour

### En double
| Année | 1987 | 1988 | 1989 | 1990 | 1991 | 1992 | 1993 | 1994 | 1995 | 1996 | 1997 |
| Rang  | 379  | 343  | 333  | 298  | 172  | 87   | 114  | 108  | 87   | 153  | 215  |

Source : (en) « Classements de Petra Ritter », sur le site officiel du WTA Tour